# Follow the Drinking Gourd
Follow the Drinking Gourd – афроамериканская народная песня, впервые опубликованная в 1928 году. В переводе с английского «drinking gourd» дословно означает «питьевая тыква». Коренные американцы и рабы делали из тыквы своеобразный ковш для воды. Также это альтернативное название астеризма Большой ковш, который находится в созвездии Большая Медведица. Фольклор гласит, что рабы в США использовали его как ориентир, чтобы не заблудиться во время своего побега на Север к свободе.
Согласно легенде, эту песню использовал проводник подземной железной дороги по имени Пег Лег Джо, чтобы указывать направление беглым рабам, а текст песни содержит зашифрованные картографические указания.
Возможно, эта песня действительно относится к какому-то утерянному фрагменту истории, однако не существует конкретных доказательств, что она помогла кому-то освободиться от рабства, поскольку до 1910 года о ней не обнаружено никаких упоминаний.

## История
Песню в 1910-х годах упоминал энтомолог и любитель-фольклорист Х. Б. Паркс. Он сообщил, что оперативник подземной железной дороги Пег Лег Джо выдавал себя за рабочего и распространял песню на разных плантациях, давая рабам указания, как бежать. Песня была опубликована Техасским фольклорным обществом в 1928 году. На обложке было написано название «Foller de Drinkin' Gou'd».
В 1947 году Ли Хейс из Almanac Singers и The Weavers переаранжировал «Follow the Drinkin' Gourd» и опубликовал ее в People's Songs Bulletin. Хейс был знаком с афроамериканской культурой, он заявил, что сам слышал части песни от пожилой чернокожей женщины по имени Aunty Laura. Хейс описал мелодию как услышанную от Aunty Laura, в то время как слова были взяты из антологий — вероятно, из версии Паркса.
В 1955 году Рэнди Спаркс услышал песню от пожилого уличного певца по имени Джон Вудэм. Эти тексты отличались от версий Паркса и Хейса и не содержали географической информации. Позже Спаркс основал The New Christy Minstrels, с которыми он записал версию песни, основанную на текстах Вудэма.
В разное время песню «Follow the Drinking Gourd» исполняли многие музыканты и музыкальные коллективы, среди которых Richie Havens, Pete Seeger, The Weavers, The Brothers Four и др.

## Текст песни
When the sun comes back, and the first quail calls
Follow the drinkin' gourd
For the old man is waiting just to carry you to freedom
Follow the drinkin' gourd
Follow the drinkin' gourd
Follow the drinkin' gourd
For the old man is waiting to carry you to freedom
Follow the drinkin' gourd
Well the river bank makes a mighty good road
Dead trees will show you the way
Left foot, peg foot, travelin' on
Follow the drinkin' gourd
Follow the drinkin' gourd
Follow the drinkin' gourd
For the old man is waiting to carry you to freedom
Follow the drinkin' gourd
Well the river ends, between two hills
Follow the drinkin' gourd
There's another river on the other side
Follow the drinkin' gourd
Follow the drinkin' gourd
Follow the drinkin' gourd
For the old man is waiting to carry you to freedom
Follow the drinkin' gourd
Well, where the great big river meets the little river
Follow the drinkin' gourd
The old man is waiting to carry you to freedom
Follow the drinkin' gourd
Follow the drinkin' gourd
Follow the drinkin' gourd
For the old man is waiting to carry you to freedom
Follow the drinkin' gourd
For the old man is waiting just to carry you to freedom
If you follow the drinkin' gourd